# Coryphodontidae
Coryphodontidae es una familia extinta de mamíferos pantodontes que vivieron entre el final del Paleoceno hasta el Eoceno medio en Eurasia y América del Norte.

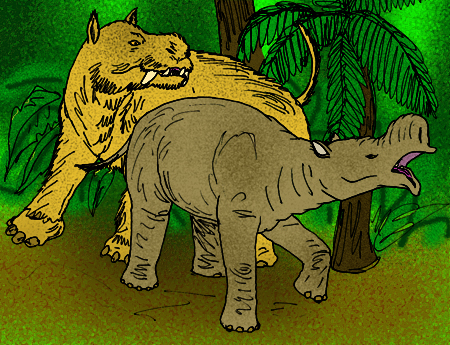
El dinocerado del Eoceno tardío Gobiatherium major, y el pantodonte Hypercoryphodon, ambos de la actual Mongolia.

El género tipo Coryphodon es conocido de la transición del Paleoceno al Eoceno en Europa, el oeste de Estados Unidos, el norte de Canadá y el Asia oriental. Los restantes géneros del grupo aparecen exclusivamente en el Eoceno medio de Asia.
Los corifodóntidos están relacionados con los pantolámbdidos. Coryphodon fue el primer pantodonte grande y avanzado conocido, siendo descrito a mediados del siglo XIX, pero no se conocen etapas intermedias que conduzcan a sus inusuales molares superiores.
La última especie conocida de Coryphodon tenía molares bilofodontos similares a los de los corifodóntidos más tardíos y muy probablemente, Coryphodon es el primitivo taxón hermano de los géneros restantes y el linaje (o linajes) que se originaron dentro de dicho género.
Dos corifodóntidos considerablemente mayores que Coryphodon pero que son endémicos de China, Asiocoryphodon y Heterocoryphodon, tenían una dentadura bilofodonta mucho más avanzada. Metacoryphodon es morfológicamente transicional entre Coryphodon y Eudinoceras.
Los corifodóntidos eran animales de crecimiento lento y vidas largas, y los estudios de una considerable muestra de individuos provenientes de una misma localidad, que se asume representan una misma población, sugieren que los corifodóntidos poseían una estructura social polígina en la cual los machos y hembras alcanzaban la madurez sexual en edades diferentes.